# Ruud Stokvis
Ruud Stokvis, né le 24 avril 1943 à Amsterdam, est un rameur d'aviron néerlandais.

## Carrière
Ruud Stokvis participe aux Jeux olympiques d'été de 1972 et remporte la médaille de bronze en deux sans barreur avec Roel Luynenburg.